# Chloroclystis nigrofasciata
Chloroclystis nigrofasciata là một loài bướm đêm trong họ Geometridae.